# U-443
Unterseeboot 443 foi um submarino alemão do Tipo VIIC, pertencente a Kriegsmarine que atuou durante a Segunda Guerra Mundial.

## Comandantes
| Comandante                      | Data                                          |
| ------------------------------- | --------------------------------------------- |
| Kptlt. Konstantin von Puttkamer | 18 de abril de 1942 - 23 de fevereiro de 1943 |

## Subordinação
Durante o seu tempo de serviço, esteve subordinado às seguintes flotilhas:
| Período                                        | Flotilha                                   |
| ---------------------------------------------- | ------------------------------------------ |
| 18 de abril de 1942 - 30 de setembro de 1942   | 8. Unterseebootsflottille (treinamento)    |
| 1 de outubro de 1942 - 31 de dezembro de 1942  | 9. Unterseebootsflottille (serviço ativo)  |
| 1 de janeiro de 1943 - 23 de fevereiro de 1943 | 29. Unterseebootsflottille (serviço ativo) |

## Operações conjuntas de ataque
O U-443 participou das seguinte operações de ataque combinado durante a sua carreira:
- Rudeltaktik Panther (11 de outubro de 1942 - 16 de outubro de 1942)
- Rudeltaktik Puma (16 de outubro de 1942 - 29 de outubro de 1942)